# Autovía Este-Oeste (Argelia)

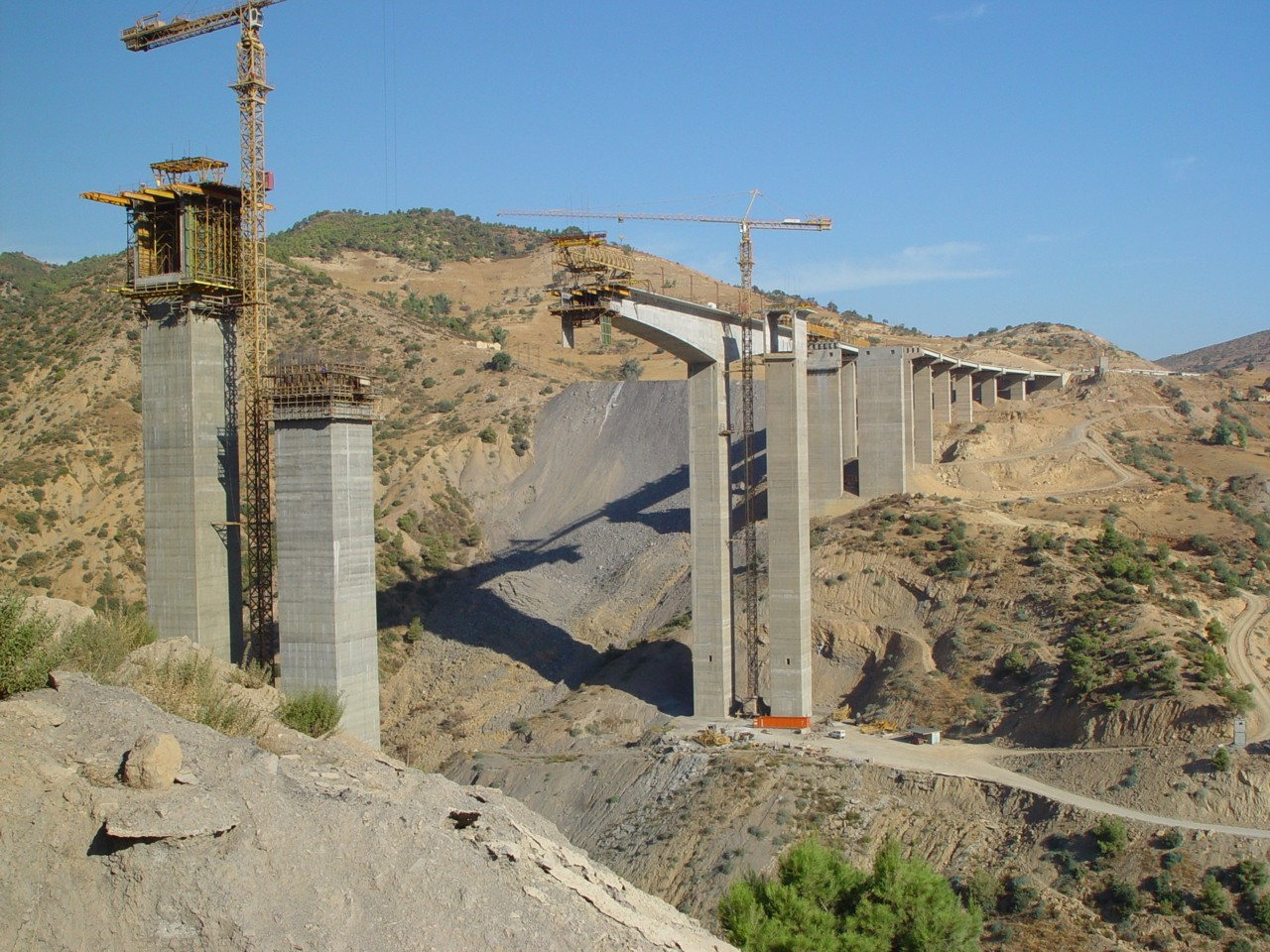
Construcción cerca de Aïn Turk (2005).

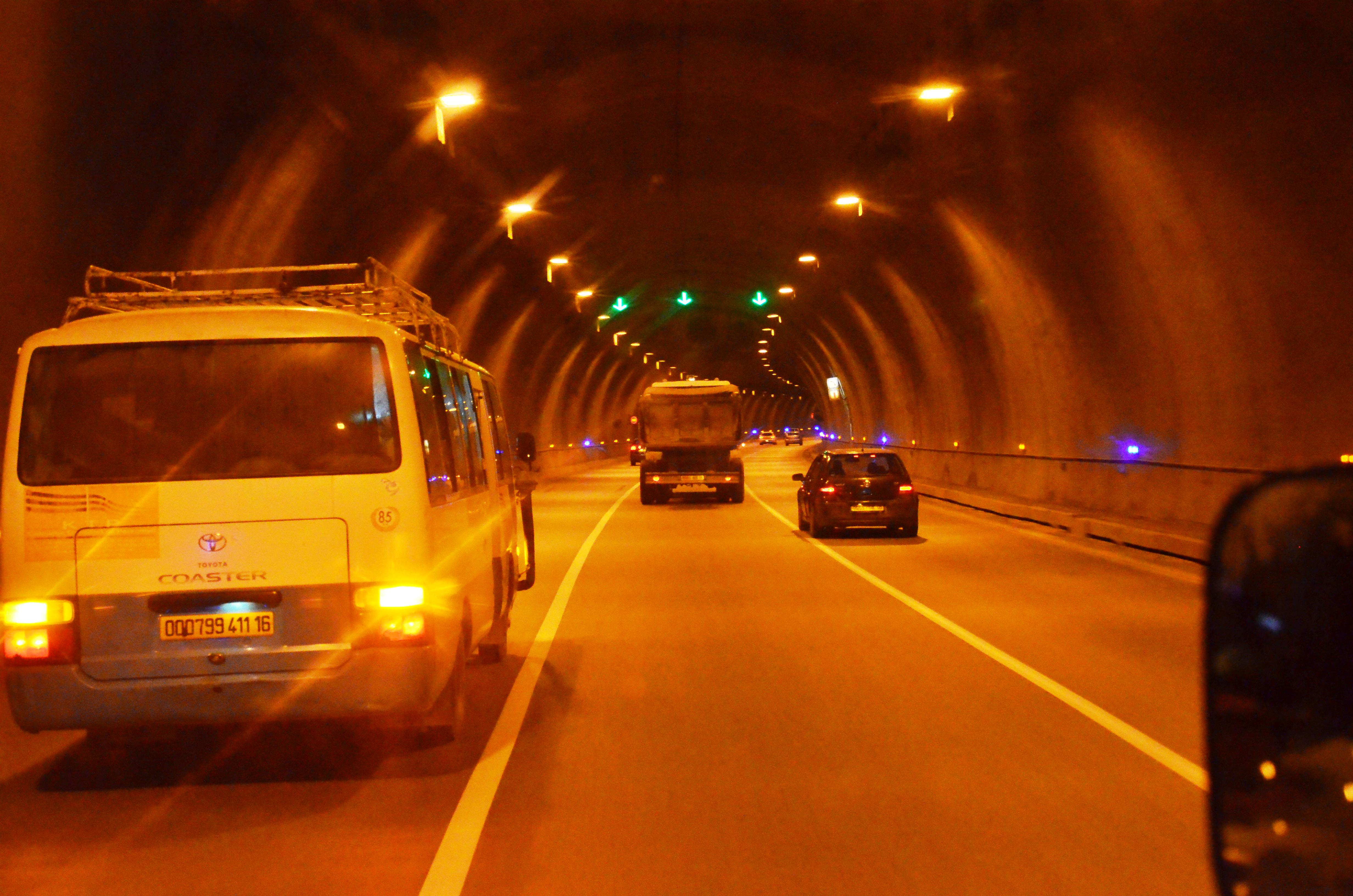
Túnel (2015)

La Autovía Este-Oeste es la mayor infraestructura proyectada en Argelia. Es parte de la Autovía del Magreb.

## Proyecto
El proyecto planea construir una carretera de seis carriles que cruza el país, comenzó en 2007 y está considerada una de las obras públicas más importantes del mundo. La construcción corre a cargo de un complejo consorcio internacional, y ha habido preocupaciones concernientes a la corrupción, despilfarro y retrasos.
El proyecto esta presupuestado en 11 mil millones de dólares.

## Recorrido
La carretera tiene una longitud de 1216 km desde la frontera marroquí hasta la frontera tunecina, uniendo las ciudades más importantes de la costa argelina.

## Trama de corrupción
En el año 2015 saltó a los medios internacionales la noticia de la detención de 14 personas por una macrocausa de corrupción en torno a la adjudicación de la obra de la autovía y multas para siete empresas extranjeras entre las que figuraba la empresa española Isolux Corsán por delitos de corrupción y tráfico de influencias.
Las condenas más duras, de diez años de cárcel, fueron para Chani Medjdoub, que asesoraba a la empresa china a la que se encomendó la realización de una fase del proyecto de autopista con irregularidades, y Mohamed Khelladi, exdirector del programa de la autopista. Además, otros altos cargos del Ministerio argelino de Obras Públicas fueron condenados a penas de entre siete y tres años.
En España, el 29 de septiembre de 2019, la Audiencia Nacional absolvió y denegó la extradición a Argelia de un acusado de esta trama que había sido acusado en 2010 en su país y se había fugado, siendo detenido en España y enviado a prisión en virtud de la condena de 20 años que pesaba  sobre él al ser juzgado en ausencia por delitos de asociación de malhechores y tráfico de influencias, además de por rebeldía.